# Fögl Ladin
Der Fögl Ladin («Ladinisches Blatt») war eine politisch liberale, unabhängige Schweizer romanischsprachige Zeitung in Samedan. Sie entstand 1940 aus der Fusion des Fögl d’Engiadina mit der Gazetta Ladina und richtete sich in den ladinischen Idiomen Vallader und Puter an Leser im Engadin, im Münstertal und im Bergün. Sie erschien zweimal wöchentlich und hatte zuletzt eine Auflage von 3'255 Exemplaren. 1997 wurde sie in die neue romanische Tageszeitung La Quotidiana integriert. Bis Ende der 1940er Jahre gab der Fögl Ladin eine Beilage mit dem Namen Il Sain Pitschen («Die kleine Glocke») heraus.

## Geschichte

### Fögl d’Engiadina
Der Fögl d’Engiadina («Engadiner Blatt») wurde Ende 1857 von den drei Pfarrern N. Kirchen, G. Tremèr und G. Menni gegründet. Sie hatten die Druckerei von Schuls gekauft und zum alten Hauptort des Oberengadins, Zuoz, verlegt, um das Neue Testament in Puter zu drucken. Als Massnahme gegen die drohende Germanisierung beschlossen sie, auch eine Zeitung herauszugeben. Sie erschien erstmals am 1. Januar 1858 und nannte sich die ersten 16 Nummern noch Fœgl d’Engiadina. Sie war zuerst eine Wochenzeitung, ab 1916 erschien sie zweimal wöchentlich. Sie enthielt ungewöhnlich viele Inserate, die meisten in Deutsch, was bei den Lesern Anlass zu Kritik gab. 

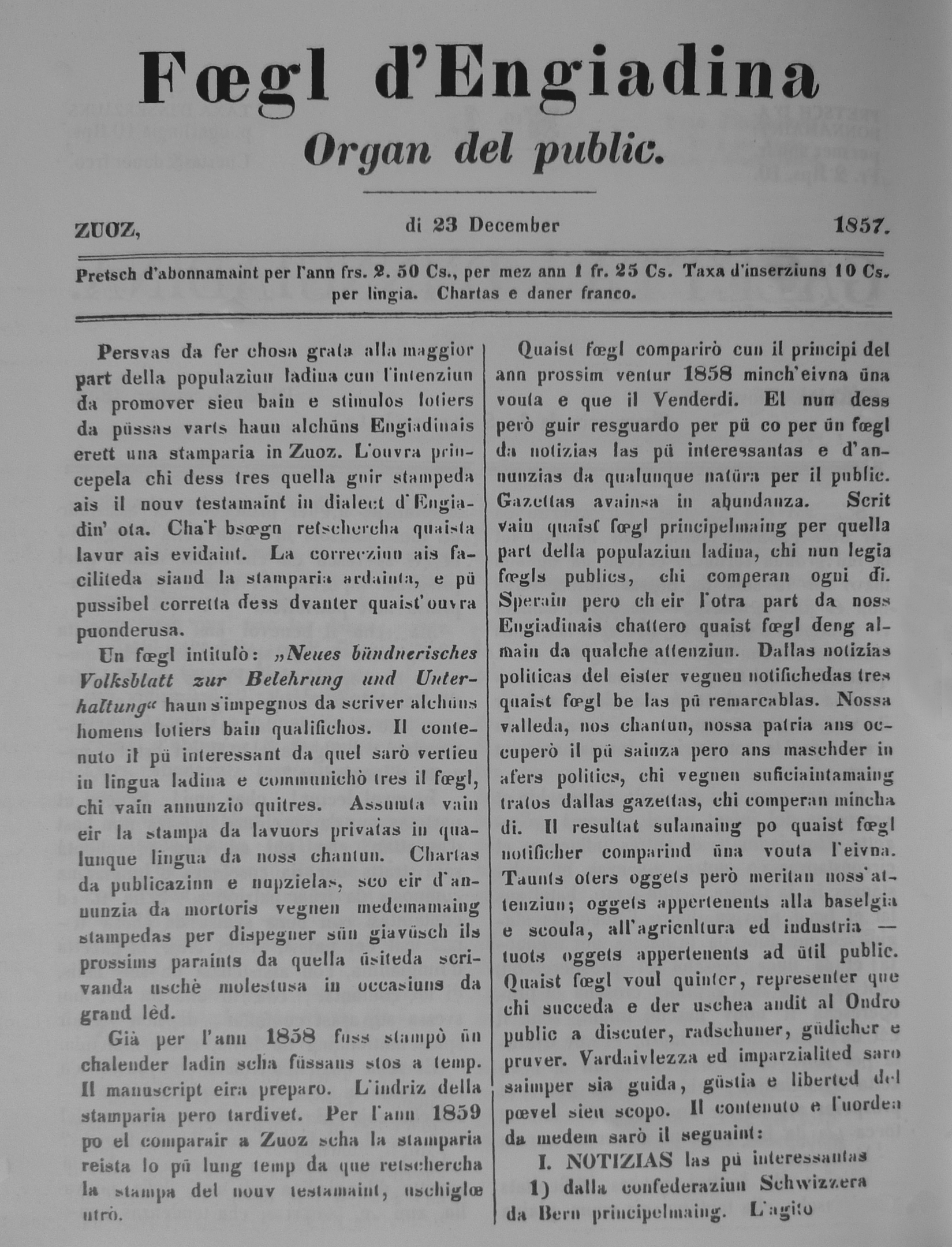
Titelblatt der Probenummer des Fœgl d’Engiadina, 1857

1858 bis 1864 leitete P. Caprez die Druckerei. 1865 übernahm sie Samuel Fissler und verlegte sie nach Samedan. 1875 verkaufte er sie an den Deutschen Johann Vaterlaus, der die Zeitung bis 1877 herausgab. 1878 übernahm sie sein Mitarbeiter Simon Tanner und gründete 1901 die Engadin Press & Cie. AG als Herausgebergesellschaft.
Die Redaktoren waren zu Beginn provisorisch im Amt: M. Barblan, Otto P. Juvalta, Florian Grand, Ludwig Mischol, Nationalrat Rudolf de Planta, Pfarrer J. R. à Porta, Johann Vaterlaus, A. R. de Planta zusammen mit seinem Bruder Landammann Florian de Planta, Thomas Fanconi, Giorgio Klainguti, P. Boner und Simon Tanner. Danach folgten für längere Zeit Gian Fadri Caderas (1880–1891) und Otto Töndury, nach ihm Lehrer Danz, Pfarrer Otto Gaudenz, Enrico Tung und Andreas Vital. Erst Pfarrer J. P. Guidon übernahm die Redaktion als feste Anstellung. Von 1936 bis zur Fusion mit der Gazetta Ladina war Robert Ganzoni verantwortlicher Redaktor, der danach auch den Fögl Ladin führte.

### Gazetta Ladina
Während 40 Jahren war der Fögl d’Engiadina die einzige romanische Wochenzeitung im Engadin, dann gründete sein Redaktor Hans Konrad Sonderegger zusammen mit Men Rauch 1921 die Gazetta Ladina («Ladinische Zeitung»), um dem Unterengadin und dem dortigen Idiom Vallader mehr Gewicht zu geben. Die erste Ausgabe erschien am 13. September 1922, als Herausgeber und Redaktor zeichnete Men Rauch. Die Zeitung wurde zuerst in Chur, dann in Thusis gedruckt. Ausser in den Sommermonaten publizierte die Gazetta Ladina alle 14 Tage die literarische Beilage Il Tramagliunz («Der Spielmann»).
Die Gazetta Ladina befolgte den Grundsatz Rumantsch da la prüma fin l’ultima lingia («Romanisch von der ersten bis zur letzten Zeile»), also wurden, anders als im Fögl d’Engiadina, auch die Inserate in Romanisch gesetzt. Dieser drängte dann seinerseits die deutschsprachigen Inserate zurück.

### Fögl Ladin
Ende 1940 wurden der Fögl d’Engiadina und die Gazetta Ladina zum Fögl Ladin fusioniert, die erste Ausgabe erschien am 2. Januar 1941. Redaktoren der fusionierten Zeitung waren der vom Fögl d’Engiadina herkommende Robert Ganzoni und der von der Gazetta Ladina herkommende und bis zu seinem Tod 1958 für das Unterengadin verantwortliche Men Rauch. 1945 trat Domenica Messmer an Ganzonis Stelle. Ihr Nachfolger wurde 1979 bis 1986 Jon Manatschal. Dann war 1987 Toni Kaiser kurz Chefredaktor und zuletzt 1987 bis 1996 Enrico Kopatz.
1970 übernahm der Fögl Ladin den 1938 von Tista Murk gegründeten Il Giuven Jauer («Der junge Münstertaler»). Durch die Einverleibung der Engadiner Post wurde der Fögl Ladin nach 1987 kurzzeitig zweisprachig. 
1996 gründete Somedia die romanische Tageszeitung La Quotidiana, in die der Fögl Ladin wie auch die Gasetta Romontscha und die Casa Paterna/La Pùnt integriert wurden. Chefredaktor wurde der Chefredaktor der Gasetta Romontscha, Martin Cabalzar.